# Dusenia fruticella
Dusenia fruticella là một loài Rêu trong họ Leucodontaceae. Loài này được (Mitt.) Müll. Hal. mô tả khoa học đầu tiên năm 1917.